# ادوارد گابریلیان
ادوارد آرشاکی گابریلیان (ارمنی: Էդուարդ Արշակի Գաբրիելյան؛ زادهٔ ۱۶ اوت ۱۹۴۱) یک مهندس و سیاستمدار اهل ارمنستان است که از تاریخ ۲۰۰۳ تا تاریخ ۲۰۰۷ سمت نمایندگی دوره سوم مجلس ملی جمهوری ارمنستان را برعهده داشت.

## زندگی‌نامه
در ۱۶ اوت ۱۹۴۱ در ایروان به دنیا آمد و از دانشگاه ملی پلی‌تکنیک ارمنستان (۱۹۶۸) فارغ‌التحصیل شد. 